# Észak-Marutea
Marutea vagy Taunga tauranga-e-havana egy apró atoll a Dél-Csendes-óceánon. A terület politikailag Francia Polinéziához tartozik. Marutea a Tuamotu-szigetek egyik alcsoportjának, a Raeffsky-szigeteknek a része. A Raeffsky szigetcsoport a Tuamotu szigetcsoport központi részén található. Marutea a Reffsky-szigetek középső részén található, Tahititől 650 km-re keletre. A háromszög alakú atoll, melynek legnagyobb hosszúsága 42 km, legnagyobb szélessége 17 km, a területe 2,7 km². 458 km²-es lagúnájába egyetlen természetes tengerszoros vezet az óceánból, ezért hajóval be lehet jutni a belsejébe. Az atoll legközelebbi szomszédja Makemo 26 km-re fekszik északnyugatra.
Az atollon emberek nem élnek.

## Története
Taunga-tauranga-e-havana, Marutea második helyi elnevezésének jelentése "a barátságos madár, amely megpihent és tollászkodott a mi árbócunkon" — állítja Marerenui, Faaite atoll bennszülötte. A névhez egy legenda is tartozik, amelynek csak egy töredéke ismert.
Az atoll első hivatalos  európai látogatója James Cook kapitány volt 1773-ban. Marutea régebben "Furneaux Island" néven szerepelt egyes térképeken. Az elnevezés Tobias Furneaux brit tengerésznek állít emléket.

## Közigazgatás
Makemo az önkormányzati település központja. Hozzá tartozik Haraiki, Raroia, Takume, Katiu, Taenga, Nihiru atollok és a lakatlan Észak-Marutea, Tuanake, Hiti, Dél-Tepoto atollok. A közigazgatási terület lakossága 1422 fő (2007).

## További információ
- Atoll lista (franciául) Archiválva 2007. március 2-i dátummal a Wayback Machine-ben